# Верхній Яр (Алапаєвський міський округ)
Ве́рхній Яр (рос. Верхний Яр) — присілок у складі Алапаєвського міського округу (Верхня Синячиха) Свердловської області.
Населення — 125 осіб (2010, 145 у 2002).
Національний склад населення станом на 2002 рік: росіяни — 99 %.